# Ben's Chili Bowl
Ben's Chili Bowl es un restaurante de comida rápida, ubicado en el número 1213 de la U Street, en el barrio Cardozo del Noroeste de Washington D. C. Es conocido localmente por sus chili dogs, half-smokes y sus batidos. Lo frecuentaron policías y manifestantes durante los disturbios en la ciudad en 1968. En enero de 2009, el alcalde Adrian Fenty invitó al entonces presidente electo Barack Obama a comer en el establecimiento como parte de su bienvenida a la ciudad.

## Historia
El 22 de agosto de 1958, Ben Ali —inmigrante nacido en la colonia británica de Trinidad que había estudiado odontología en la cercana Universidad Howard— y su prometida Virginia Rollins —nacida en Virginia— fundaron Ben's Chili Bowl. La pareja se casó meses después de abrir el restaurante, el 10 de octubre. Eligieron el edificio que había albergado el Minnehaha, el primer cine de películas mudas en Washington, establecido en 1911. Es también una propiedad contribuidora del Distrito Histórico de Greater U Street desde el 31 de diciembre de 1998. La mayoría del mobiliario del restaurante es el original de la década de 1950. A la U Street se le conoció como la «Broadway negra» y, cuando actuaban en los clubes de la calle, figuras como Duke Ellington, Miles Davis y Nat King Cole visitaban el establecimiento.
Los disturbios de 1968, que siguieron al asesinato de Martin Luther King, devastaron la rúa. Durante esos hechos, el activista negro Stokely Carmichael, líder del Comité Coordinador Estudiantil No Violento, le pidió a Ali dejar abierto su restaurante, lo que consiguió al obtener un permiso para seguir funcionando después del toque de queda. Por tanto, el lugar alimentó a policías, bomberos y activistas. La violencia e incendios provocados llevaron a Ben a escribir con jabón «Soul Brother» en la ventana delantera con la esperanza de disuadir a las turbas enfurecidas de atacar el lugar. La destrucción de tantos negocios produjo la huida de residentes a los suburbios y la decadencia económica del barrio entre mediados de las décadas de 1970 y 1980. El área se hizo conocida por la venta de drogas y el restaurante redujo su personal a un solo empleado.
El hijo de Ben y Virginia, Kamal, recordaba que el lugar sobrevivió porque «era como la barbería del barrio. La gente se sentaba y charlaba. Siempre hubo una presencia familiar y los vecinos nos protegían». Dejaron de servir tartas y pasteles porque atraían a drogadictos y la policía hacía labores de vigilancia de traficantes desde una ventana del piso superior del edificio. Más negocios cerraron por la construcción de la estación U Street/Cardozo del metro, terminada en 1991. Sin embargo, Ben's Chili Bowl siguió abierto para alimentar a los constructores. En los años siguientes, el barrio se revitalizó y desde inicios de la década de 1990 los ingresos en el negocio crecieron anualmente un 10 %, hasta cerca de 1.5 millones de dólares en 2005, al igual que el número de empleados, que aumentó a veinte.
En el verano de 2007, el restaurante lideró un pequeño grupo de comercios locales para negociar un acuerdo con una compañía de energía y obtener abastecimiento de energía eólica. The New York Times citó a otro de los hijos de Ben y Virginia, Nizam, que señaló: «Vemos esto como parte de nuestra participación en lo que es benéfico para el barrio, para la ciudad [...] Es una buena idea, que ayuda al medio ambiente y que resulta tener sentido económico para nosotros». Al año siguiente, el Ben's Chili Bowl abrió un segundo establecimiento en el Nationals Park. Ben Ali murió el 7 de octubre de 2009 a los 82 años por insuficiencia cardíaca. El matrimonio ya se había retirado del negocio, que pasó a manos de sus hijos Kamal y Nizam. El alcalde de Washington D. C., Adrian Fenty, lamentó el deceso: «Me entristece enterarme de la muerte del fundador [...] del Ben's Chili Bowl, uno de los mayores tesoros en el Distrito de Columbia. Ben Ali fue un hombre que invirtió su vida en un pequeño negocio que resistió muchas tormentas y se convirtió en el alma del barrio y orgullo de nuestra ciudad». En 2009, Nizam y Kamal abrieron un restaurante y bar, el Ben's Next Door, en el contiguo 1211 de U Street, con el objetivo de «complementar» el negocio original, que no vendía alcohol.

## Impacto
The Washington Post ha asegurado que para «finales de la década de 1990, ningún político de Washington D. C. soñaría con postularse a un cargo público sin pasar por el Ben's». En ese lugar se han grabado escenas de varias series de televisión y películas, como El informe Pelícano y La sombra del poder, así como el cortometraje Breakfast At Ben's. Por otro lado, en 1999, el callejón adyacente al restaurante pasó a llamarse «Ben Ali Way».

### Clientes

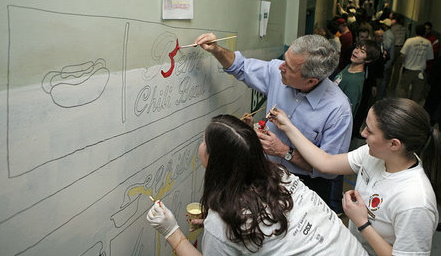
El presidente George W. Bush ayuda a pintar un mural de figuras históricas y del Ben's Chili Bowl.

The Boston Globe describió la diversidad de personas en el restaurante: «[desde] niños con apariencia de punks, [hasta] hombres de negocios a la moda y todos los que están en medio». Bill Cosby era su cliente regular desde 1985, año en que llevó a cabo una conferencia de prensa en ese lugar para celebrar el éxito de su programa The Cosby Show. En 2012, se pintó en el exterior de una de las paredes laterales del restaurante un mural con las figuras de Cosby, Barack Obama, Donnie Simpson y Chuck Brown. En enero de 2017, en medio de las acusaciones de acoso sexual en contra del comediante, se retiró la pintura, aunque uno de sus dueños aclaró que los señalamientos no tuvieron que ver en su eliminación.
El negocio había expresado su respaldo a Cosby y recibido críticas al negarse previamente a retirar la pintura. Más tarde, en junio de ese año, se pintó un nuevo mural que también incluía a Obama y a Michelle Obama, Muhammad Ali, Prince y Harriet Tubman. Otras celebridades, como Chris Tucker, Bono, Denzel Washington, Shaquille O’Neal, Nicolas Sarkozy, Duke Ellington, Ella Fitzgerald, Miles Davis y Obama, también han visitado el lugar. En ese restaurante Ted Koppel celebró la fiesta de despedida de su programa Nightline en 2005.

### Reseñas
En 2004, la James Beard Foundation lo nombró uno de los ganadores del «America's Classics Award», que galardonan a los «restaurantes caseros que se han labrado un lugar especial en el panorama culinario estadounidense». Michael Stern, un escritor especializado en la comida regional de Estados Unidos escribió una reseña en la que calificó de «sensacional» el half-smoke y aseguró que «Ben's sirve uno de los mejores pays de camote», mientras que el chili es una «cosa espectacular: espeso, con pimienta, condimentado y positivamente adictivo». En marzo de 2009, la revista Bon Appétit lo integró en un listado de los «mejores lugares de chili» del país. En contraste, siete años después, en una reseña del The Washington Post,  Tom Sietsema le dio una estrella y consideró «espantoso» el half-smoke.